# (6719) Галлай
(6719) Галлай (лат. Gallaj) — типичный астероид главного пояса, открыт 16 октября 1990 года советскими астрономами Людмилой Журавлёвой и Галиной Кастель в Крымской астрофизической обсерватории и 5 марта 1996 года назван в честь лётчика-испытателя СССР Марка Галлая.

## Обнаружение и именование
(6719) Галлай
Открыт 16 октября 1990 года в Крымской астрофизической обсерватории Л. В. Журавлёвой и Г. Р. Кастель.
Назван в честь выдающегося советского лётчика-испытателя Марка Лазаревича Галлая (р. 1914), испытавшего 125 типов самолётов и вертолётов. Был пионером в испытании ракетной техники и одним из первых, кому удалось получить представление о феномене флаттера, возникающем при полёте самолёта со скоростью около 1 Маха. Галлай участвовал в подготовке первого поколения советских космонавтов и является автором превосходных книг по авиации и покорению космоса. Название предложено Г. Р. Кастель.
Оригинальный текст (англ.)6719 Gallaj
Discovered 1990 Oct. 16 by L. V. Zhuravleva and G. R. Kastel' at the Crimean Astrophysical Observatory.
Named in honor of Mark Lazarevich Gallaj (b. 1914), a distinguished Soviet test pilot who tested 125 types of aircraft and helicopter. He pioneered in testing rocket technology and was one of the first to succeed in gaining insight into the flutter phenomenon that emerges when aircraft travel near Mach 1. Gallaj participated in training the first generation of Soviet cosmonauts and is the author of excellent books on aviation and the conquest of space. Name proposed by G. R. Kastel'.
Источники: DISCOVERY.DB; M.P.C. 26767.

## Орбита

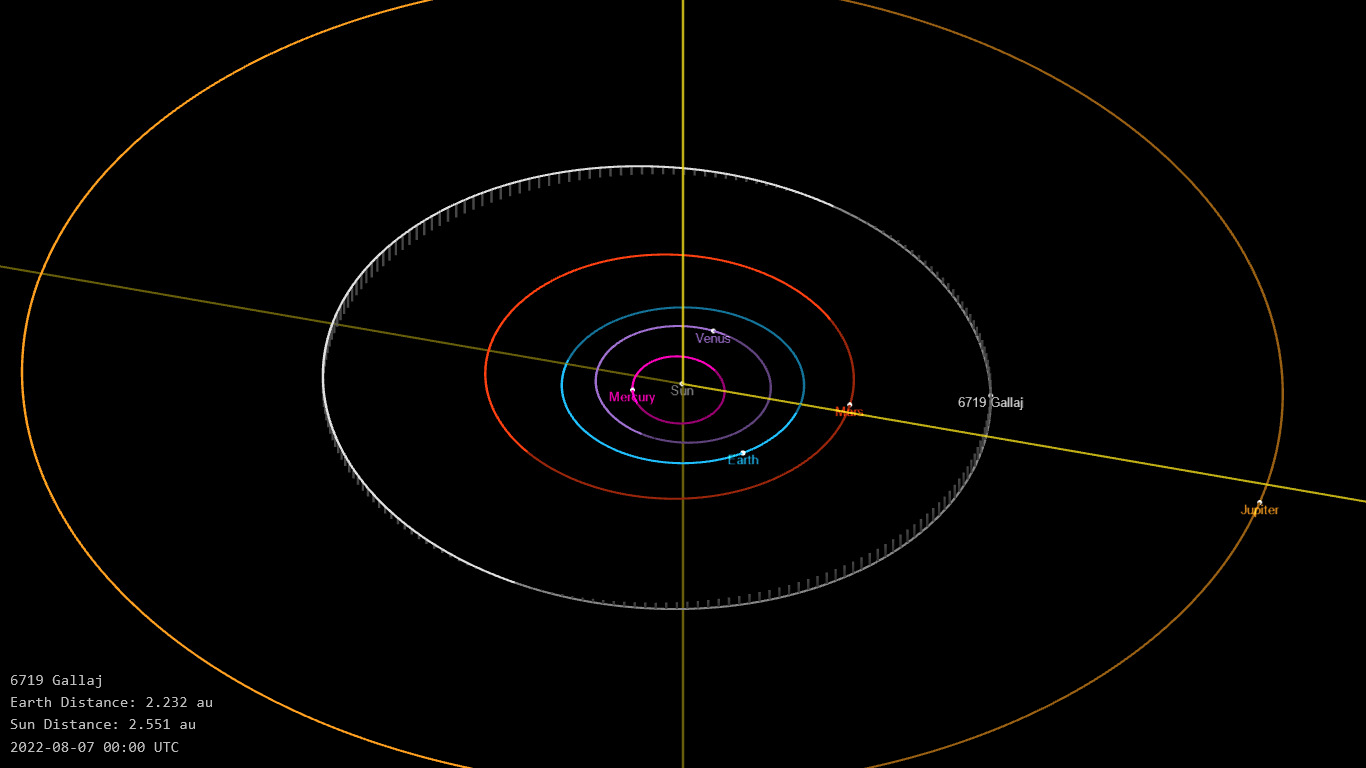
Орбита астероида Галлай и его положение в Солнечной системе

## Физические характеристики
Астероид относится к таксономическому классу C.
По результатам наблюдений в видимом и ближнем инфракрасном диапазоне космического телескопа NEOWISE диаметр астероида оценивался равным 8,133±0,175 км. Согласно тем же источникам альбедо оценивается как 0,2025±0,0201 и 0,203±0,020.